# Eremiascincus
Eremiascincus — рід сцинкоподібних ящірок родини сцинкових (Scincidae). Представники цього роду мешкають в Австралії і Індонезії.

## Види
Рід Eremiascincus нараховує 15 видів:
- Eremiascincus antoniorum (M.A. Smith, 1927)
- Eremiascincus brongersmai (Storr, 1972)
- Eremiascincus butlerorum (Aplin, How & Boeadi, 1993)
- Eremiascincus douglasi (Storr, 1967)
- Eremiascincus emigrans (Lidth de Jeude, 1895)
- Eremiascincus fasciolatus (Günther, 1867)
- Eremiascincus intermedius (Sternfeld, 1919)
- Eremiascincus isolepis (Boulenger, 1887)
- Eremiascincus musivus Mecke, Doughty & Donnellan, 2009
- Eremiascincus pallidus (Günther, 1875)
- Eremiascincus pardalis (Macleay, 1877)
- Eremiascincus phantasmus Mecke, Doughty & Donnellan, 2013
- Eremiascincus richardsonii (Gray, 1845)
- Eremiascincus rubiginosus Mecke & Doughty, 2018
- Eremiascincus timorensis (Greer, 1990)

## Етимологія
Наукова назва роду Eremiascincus походить від сполучення слів дав.-гр. ερημια — пустеля і лат. scincus — сцинк.